# Maison des Enfants (métro de Lille)
Maison des Enfants est une station de la ligne 2 du métro de Lille. Elle est située sur l'avenue de Dunkerque, à l'intersection avec la rue Jules-Guesde, à Lomme commune associée de Lille dans la Métropole européenne de Lille.
Mise en service en 1989, elle dessert la médiathèque de Lomme et le quartier de la Délivrance.

## Situation sur le réseau

Plan du métro de Lille.

Établie en souterrain, la station Maison des Enfants de la ligne 2 du métro de Lille est située entre la station Bourg, en direction du terminus Saint-Philibert, et la station Mitterie, en direction du terminus CH Dron.
Elle dispose des deux voies de la ligne encadrées par deux quais latéraux équipés de portes palières.

## Histoire
La station Maison des Enfants est mise en service le 1er avril 1989 lors de l'ouverture à l'exploitation de la ligne 1 bis, devenue en 1994 la ligne 2. La station doit son nom à sa proximité avec la « Maison des Enfants », bâtiment qui servait de restaurant scolaire jusqu'en 2010 et qui sert de centre aéré en vacances et le mercredi.

## Service aux voyageurs

### Accueil et accès
La station est bâtie sur trois niveaux et dispose de deux accès ainsi que d'un ascenseur en surface. Le niveau -1 est destiné à la vente et à la validation des titres. Au niveau -2, les voyageurs choisissent leur direction et décident de leur trajet. Enfin, au niveau -3, on trouve les voies centrales et un ensemble de quais opposés.

Accès avec ancien logo du métro
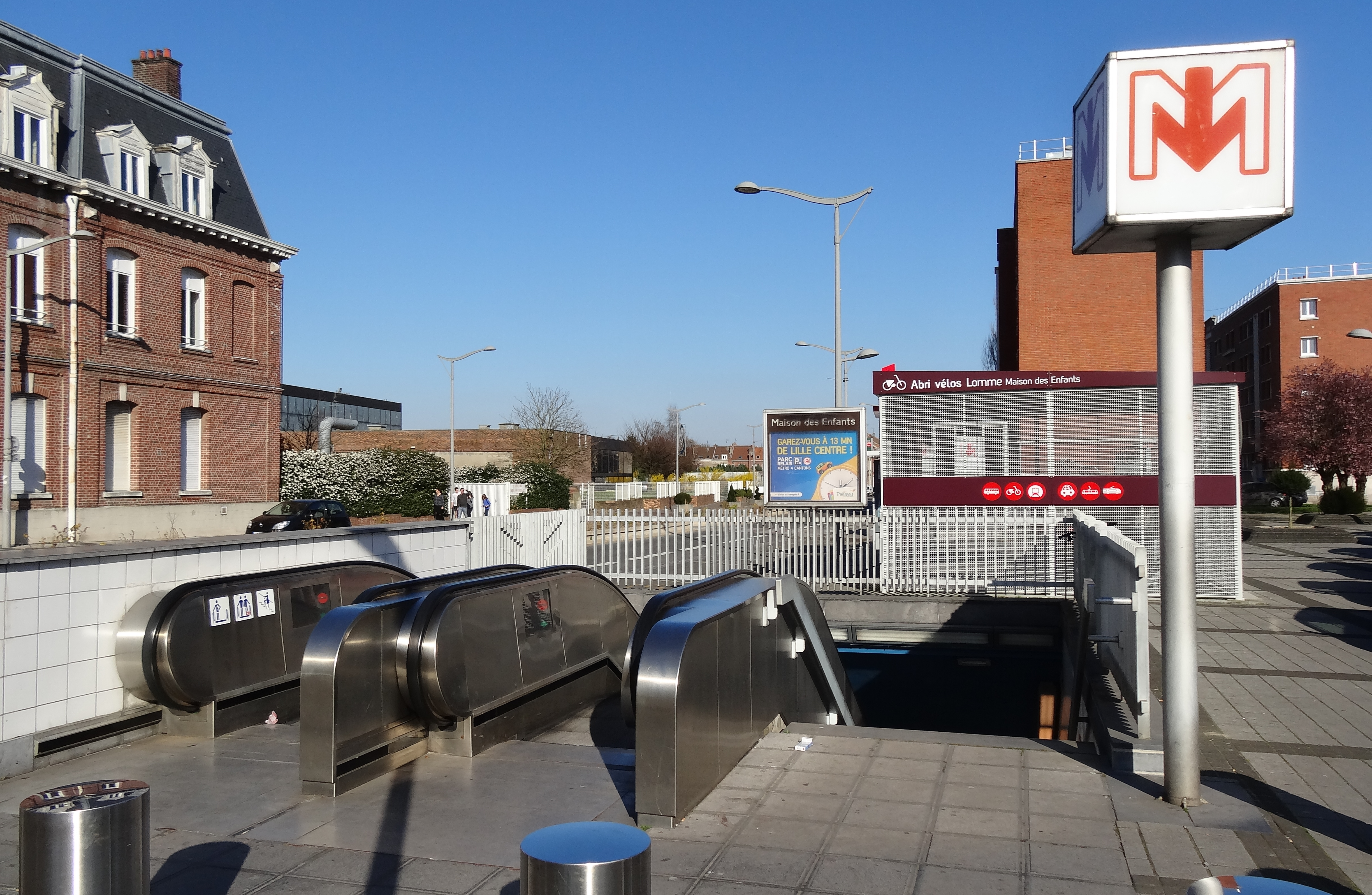
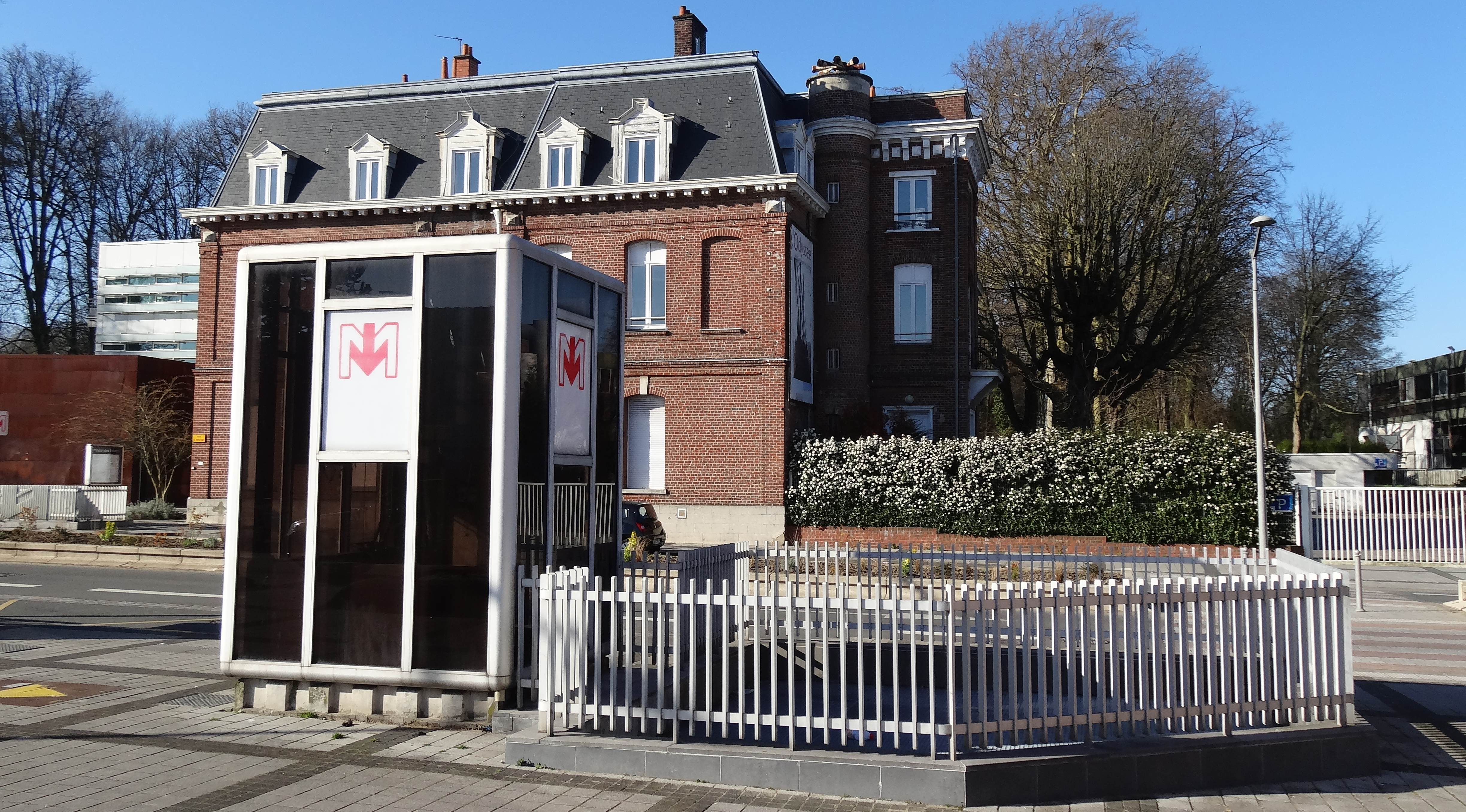
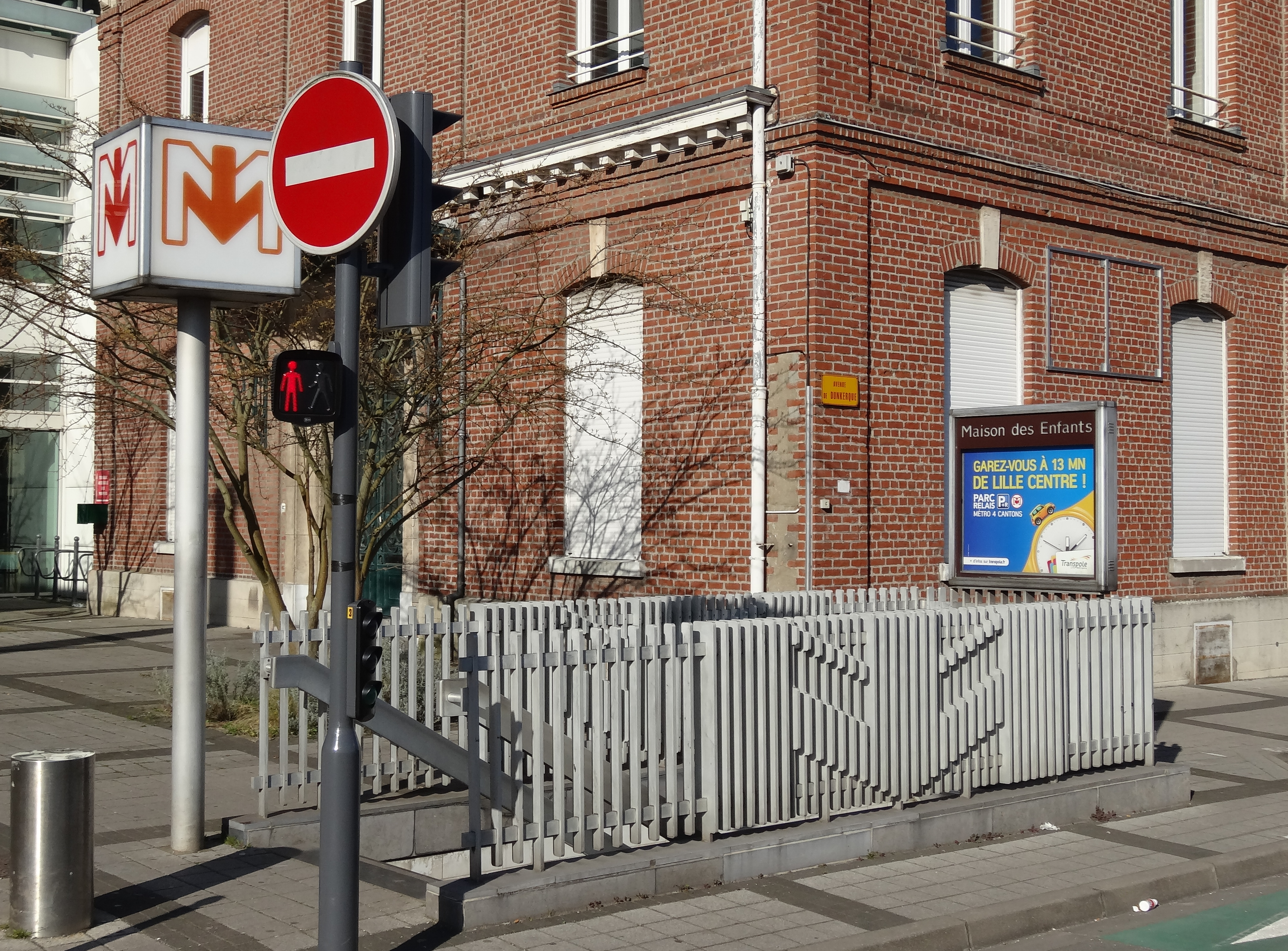

### Desserte
Maison des Enfants est desservie par les rames de la ligne 2 du métro de Lille.

Installations
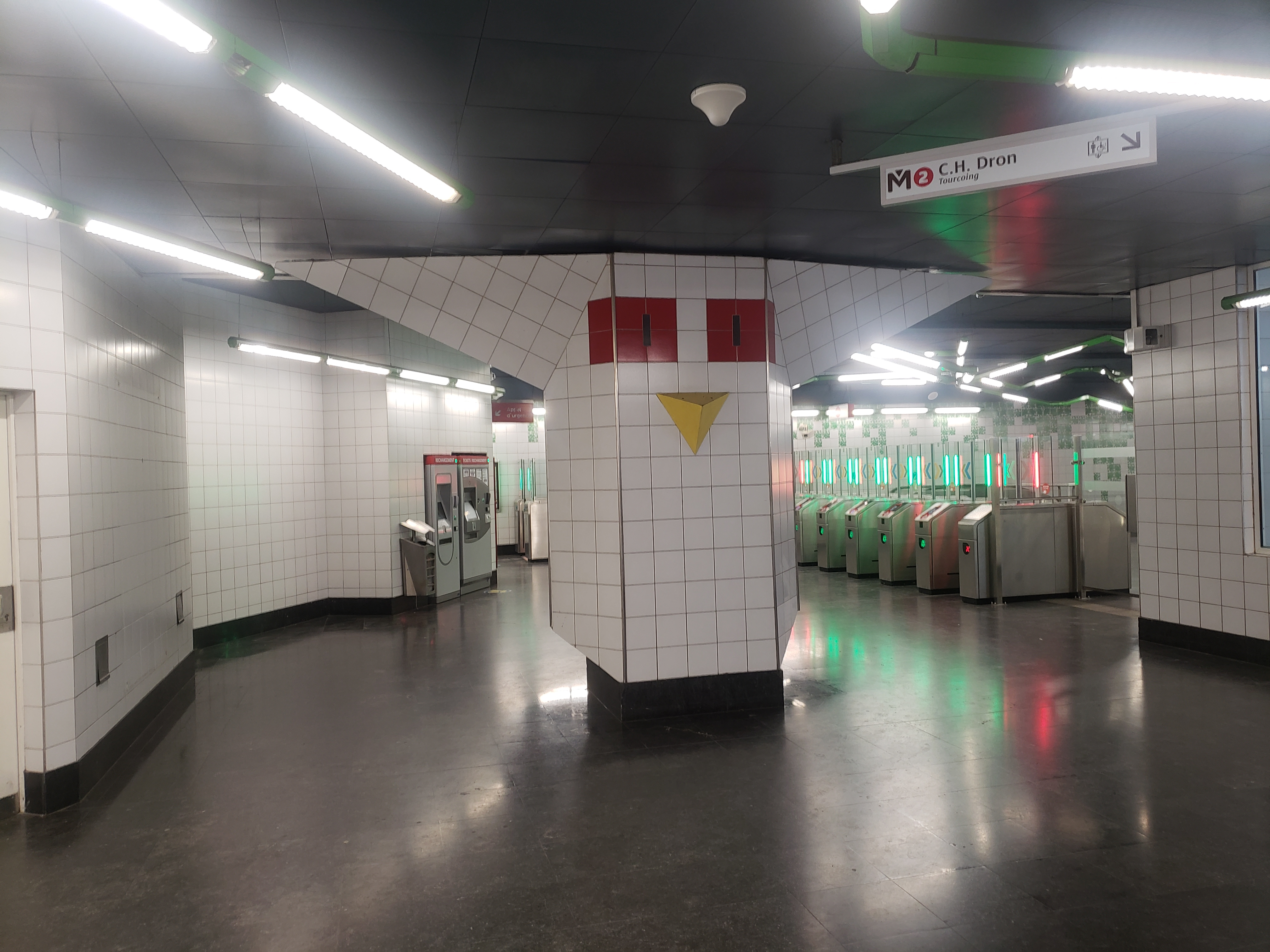
Niveau 1, contrôle.
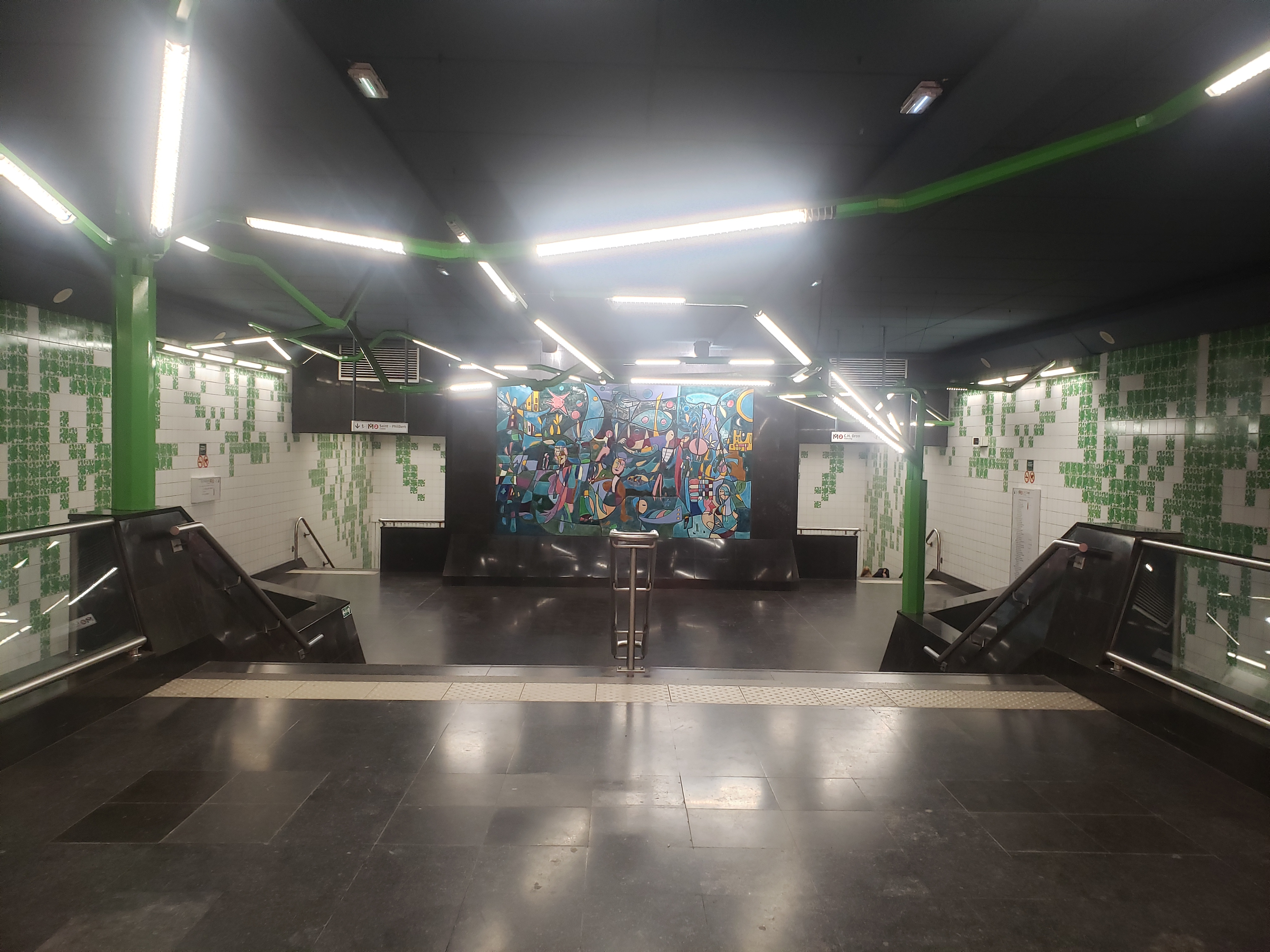
Niveau 2, mezzanine.
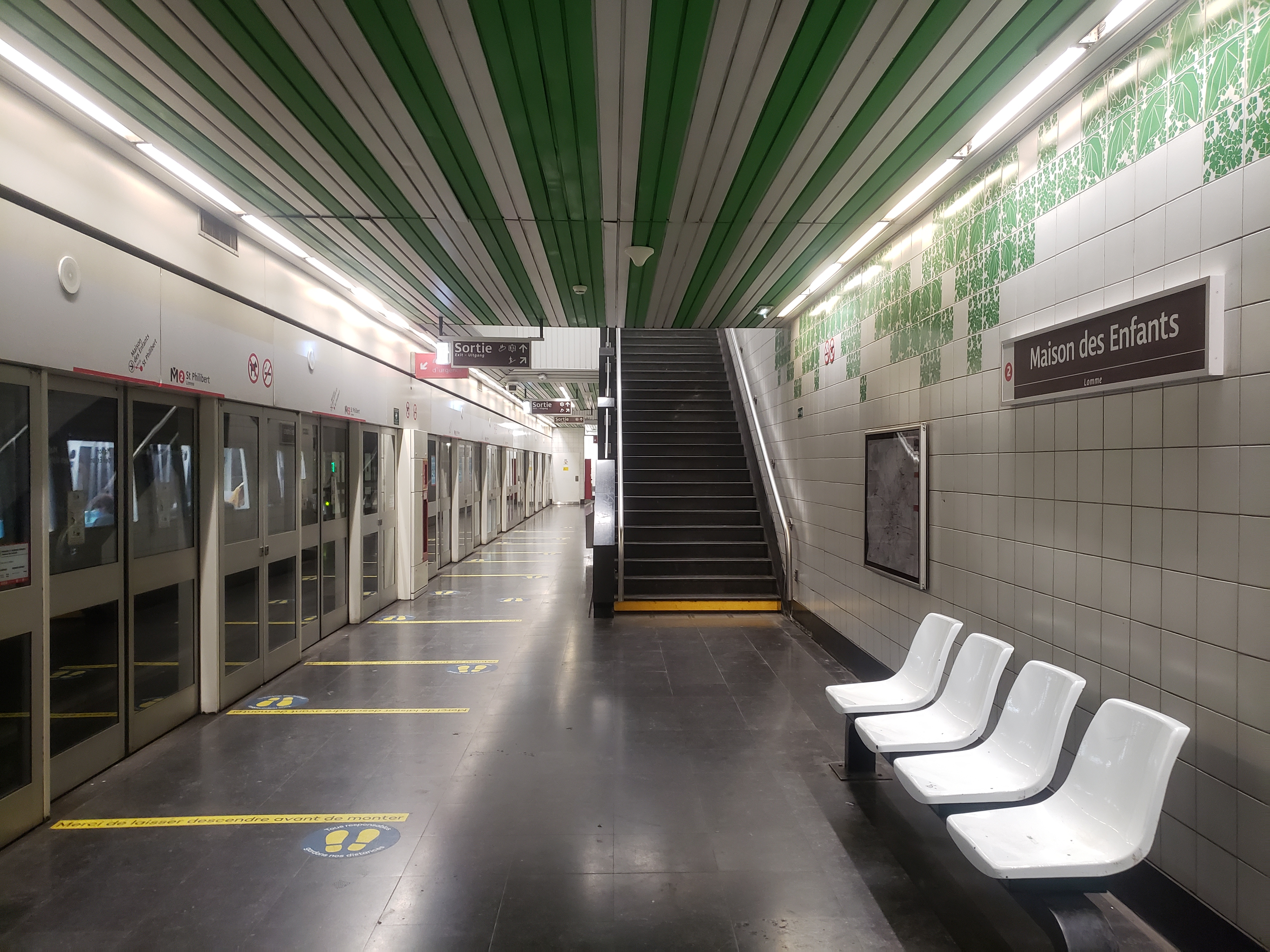
Niveau 3, quai (39 mètres)

### Intermodalité
Au 1er avril 2019, seule la ligne de bus CO3 dessert la station.

## À proximité
La station se situe au cœur du quartier de la Délivrance. Ce quartier autrefois construit par la SNCF pour ses employés abrite L'Odyssée, qui est la médiathèque de la commune. De nombreux établissements scolaires encadrent également cette station de métro. On peut citer entre autres les lycées Louis-Pasteur, Sonia Delaunay, Jean-Prouvé ou encore celui des Hauts-de-Flandres.